# Османсько-перська війна (1821—1823)
Османсько-перська війна 1821—1823 років велася між Османською імперією та Каджарським Іраном з 1821 по 1823 рік.
Напруга між двома імперіями зростала через те, що Османська імперія переховувала повсталі племена з провінції Іранський Азербайджан. Проблеми, що стосувалися курдських прикордонних племен, таких як племена Хайдаран і Сіпкі, ускладнили відносини між двома імперіями. Наприклад, Іран розпочав військову кампанію проти Дервіш-паші, мухафіза Вану, коли той відмовився повернути курдів з племені Сіпкі, яких він переховував в Ерджиші. Османсько-перська війна, що почалася в 1821 році, також була частиною серії воєн між двома імперіями, які пояснювалися впливом іноземних держав, зокрема Великої Британії та Російської імперії. Перси й османи перебували у відповідних сферах впливу й конкурували між собою. Російська імперія намагалася чинити тиск на Османську імперію, яка тоді воювала з греками.

## Війна
Спадкоємний принц Персії Аббас-Мірза за підбурюванням Російської імперії вторгся в Західну Вірменію та на території, що оточують іранську провінцію Азербайджан. 10 вересня 1821 року іранські війська рушили з Тебризу до кордону. 16 вересня іранські війська перетнули кордон у Ґюрбулаку та взяли штурмом фортецю Баязид у листопаді 1821 року, захищаючи шляхи постачання персів. Губернатор Багдаду вторгнувся в Персію та зазнав поразки від Мохаммеда Алі Мірзи, який потім взяв в облогу Багдад, але його передчасна смерть зупинила облогу. Тим часом Аббас-Мірза рушив у східну Анатолію з 30 000 військом і зустрів 50 000 солдат османської армії в битві при Ерзурумі. Османи зазнали нищівної поразки, незважаючи на те, що вони мали чисельну перевагу, а військо персів страждало від епідемії холери.

## Результат
Мир було укладено лише через два роки після Ерзурумського договору; обидві сторони визнали попередні кордони, встановлені Зухабським договором 1639 року, без територіальних змін. У договір також було включено гарантований доступ для перських паломників до святих місць Мекки та Медини в межах Османської імперії.